# Павленко Йосип Дмитрович
Йосип Дмитрович Павленко (нар. 8 березня 1922 — 14 липня 1972)  — Герой Радянського Союзу (1944).

## Біографія
Народився 8 березня 1922 року в селі Кишин (нині — Олевський район Житомирської області України) у селянській родині. Після закінчення семи класів школи працював комбайнером в МТС.
У 1941 році Й.Павленко був призваний до РСЧА. У діючій армії, на фронтах німецько-радянської війни, з серпня 1942 року.
Снайпер 32-го гвардійського стрілецького полку (12-ї гвардійської стрілецької дивізії 61-ї армії Центрального фронту) комсомолець гвардії старший сержант Й.Павленко відзначився під час битви за Дніпро. В ніч з 28 на 29 вересня 1943 року, на підручних засобах, Павленко в складі передової групи переправився через Дніпро в районі села Глушець (Лоєвський район, Гомельської області) Білоруської РСР. Брав активну участь у захоплені і утриманні плацдарму на правому березі, при відбиті ворожих контратак знищив багато солдатів і офіцерів противника. Вміло вів снайперський вогонь, та застосовував гранати, але і сам отримав важке поранення. За час боїв на правому березі Дніпра знищив 54 солдат і офіцерів противника, а всього за час усіх боїв знищив 72-х гітлерівців.
15 січня 1944 року гвардії старший сержант Йосип Дмитрович Павленко був удостоєний звання Героя Радянського Союзу. (рос.)
В листопаді 1944 року демобілізований за пораненням. Проживав і працював в Олевську. Помер 14 липня 1972 року, похований в Олевську.
На честь Павленка названа вулиця і встановлений обеліск в Олевську.